# 卞孝萱
卞孝萱（1924年6月20日—2009年9月5日），谱名敬堂，字孝萱，后以字为名，又字映淮，晚年自署冬青老人，江苏扬州人，中国文史学家。中国民主建国会会员。

## 生平
1924年6月20日，卞孝萱生于扬州一个没落的士族门第。出生不到两个月时其父去世，其母每天先向邻人学会几个字，然后回家教卞孝萱。后其友常为此事写文赋诗，如柳亚子赠卞孝萱诗云：“教儿先就学，即学即传人，此是弥天愿，宁关一室春。”陈寅恪诗《寄卞孝萱》其一为：“卞君娱母以文字，千里乞言走书至。我诗虽陋不敢辞，嘉君养亲养其志。”
抗日戰爭开始后，卞孝萱到溱潼镇就读于江苏省立第一临时高级中学，18岁毕业后前往上海谋生，白天在银行工作，晚间到夜校修業。1948年肄业于上海立信会计专科学校。曾先后就职于上海远东商业银行、上海及厦门中国实业银行。
1949年，卞孝萱调到北京工作。同年9月加入中国民主建国会。1952年至1956年，任北京市中国民主建国会秘书。他利用业余时间自学，从收集、整理辛亥革命时期重要人物碑传入手，研究清代以后政治、经济、军事、文化各方面人物的墓碑、墓志铭、家传、行状等，发表了一批学术文章。1956年被中国科学院近代史研究所研究员金毓黻举荐，进入中国科学院近代史研究所工作。在范文澜指导下协助修订《中国通史简编》。当时卞孝萱常去琉璃厂与北京图书馆，其在图书馆时认识了章士钊的秘书王益知。后卞孝萱被下放至河南的五七干校劳动，章士钊出版《柳文指要》时，需要卞孝萱当助手，章写信给周恩来，请将卞孝萱从干校调回北京。卞孝萱协助章士钊校勘《柳文指要》全稿，在章家工作了一段时间。《柳文指要》出版后，章士钊在赠卞孝萱的著作上题词：“孝萱老棣指疵。此书出版，荷君襄校之力，甚为感谢。”章士钊后又函陈周恩来，使得卞孝萱得以留京继续从事学术研究。
文化大革命后期，卞孝萱回到家乡执教，从1976年至1981年，任扬州师范学院副教授。1981年至1984年，任北京市中国民主建国会部负责人。1984年受匡亚明之邀，由北京民建会南下南京大学任教，入南京大学中文系古典文献研究所。1986年任南京大学中文系教授，博士生导师，与程千帆、周勋初等学者共事，开设了中国文化史、年代学研究、唐代小说与政治等课程。1979年至1992年，任中国民主建国会第三届至第五届中央委员会委员。1994年10月离休。
离休以后，卞孝萱担任《中国思想家评传丛书》副主编，并任中国唐代文学学会韩愈研究会会长、江苏省六朝史研究会名誉会长、清代扬州画派研究会名誉会长，中国历史文献研究会常务理事，中国唐史学会、中国魏晋南北朝史学会、中国唐代文学学会柳宗元研究会、安徽省桐城派研究会、湖北省吴楚文化研究会等学术团体顾问。
2009年9月5日12时18分，卞孝萱因病在南京鼓楼医院逝世，享年86岁。2010年3月29日，卞孝萱葬于扬州蜀冈扬州墓园。其墓志铭为集郑板桥字而写的刘禹锡的诗句“在人虽晚达，于树似冬青”。

## 学术成就
卞孝萱共出版各类著作约四十种，发表论文近三百篇。其早年自学，专注于对中国近代史的研究，收集、整理成《辛亥人物碑传集》、《民国人物碑传集》两书。后以唐代文史为主攻方向，先后撰写了《刘禹锡年谱》、《元稹年谱》、《唐代文史论丛》、《刘禹锡丛考》等，主编了《中华大典·文学典·隋唐五代文学分典》、《唐代文学百科辞典》等。
卞孝萱精于对唐传奇的研究。其《唐传奇新探》、《唐人小说与政治》等书备受学界称道。晚年又集中于对谱牒学的研究，通过收藏家谱文献来对历史人物进行研究，补充常见传记文献的不足；又对家谱文献做了去伪存真的工作，出版有《郑板桥丛考》、《现代国学大师学记》、《家谱中的名人身影——家谱丛考》等。

## 著作
著有《刘禹锡年谱》、《唐代文史论丛》、《刘禹锡丛考》、《元稹年谱》、《郑板桥丛考》、《冬青书屋笔记》、《唐传奇新探》、《唐人小说与政治》等。